# Fabrizio Comba
Fabrizio Comba (Torino, 24 marzo 1966) è un politico italiano, deputato di Fratelli d'Italia nella XIX legislatura.

## Biografia
Laureato in giurisprudenza con il vecchio ordinamento all'Università di Torino, entra nel campo dell'imprenditoria diventando presidente del gruppo societario operante nel settore automobilistico.
Ha anche prestato servizio con onore nell'Arma dei Carabinieri nelle vesti di Capo Compagnia.
Già componente del consiglio di amministrazione di UniCredit, dal 2004 al 2009 è stato consigliere provinciale per Forza Italia, di cui è stato anche vicecoordinatore per la provincia di Torino, oltre a ricoprire l'incarico di vicepresidente della Commissione per gli eventi straordinari, la pianificazione territoriale, le partecipazioni, il turismo e lo sport in occasione delle Olimpiadi del 2006.
Nel 2009, con la scissione di Forza Italia, entra a far parte del coordinamento regionale del Popolo della Libertà.
Nel 2010 entra per la prima volta in consiglio regionale in vista delle elezioni regionali, dove viene eletto con poco più di 9.000 voti. Il 21 novembre 2012 viene eletto come nuovo vicepresidente del consiglio regionale.
Nel dicembre 2012 aderisce a Fratelli d'Italia, di cui è dapprima componente della segreteria provinciale e poi coordinatore regionale.
Nel 2022 si candida alla Camera dei deputati in vista delle elezioni politiche anticipate, dove viene eletto nel collegio plurinominale Piemonte 2 - 02. Entrato in carica il 13 ottobre, fa parte delle commissioni di difesa e attività produttive.

## Onorificenze e premi

### Onorificenze straniere
Grande Ufficiale al Merito dell’Industria e del Commercio (Romania)
-Roma, 11 novembre 2024